# Synallaxis beverlyae
El pijuí del Orinoco (Synallaxis beverlyae), también denominado güitío del Orinoco (en Venezuela) o chamicero del Orinoco (en Colombia), es una especie de ave paseriforme de la familia Furnariidae perteneciente al numeroso género Synallaxis. Es nativa del río Orinoco, en Venezuela y Colombia. Fue recientemente descrita para la ciencia, en el año 2009.

## Distribución y hábitat
Se distribuye a lo largo del canal principal del río Orinoco; ha sido registrada en la región del delta en Venezuela y en la sección media del río, tanto en Venezuela como en  Colombia.
Habita en la vegetación arbustiva, sujeta a inundación estacional, de las islas y riberas aluviales, con vegetación semipermanente o de rápida sucesión y afloramientos rocosos, a lo largo del río Orinoco.

## Descripción
Mide entre 13 y 16 cm de longitud y pesa entre 11,5 y 14 gramos.  El plumaje de sus partes superiores es principalmente de color pardo claro, con las alas y cola más oscuras. Presenta corona de color rojizo rufo, al igual que las coberteras alares. La frente y las mejillas son de color gris. Una tenue línea superciliar y la garganta son blancuzcos. Presenta una pequeña mancha negruzca en la base de la garganta. Sus partes inferiores son blanquecinas con los flancos parduzcos. Aunque su apariencia es parecida a la de Synallaxis albescens, su canto es diferente y tiene más parecido con el «dwi», de Synallaxis albigularis, con una serie de 3 a 9 notas en sus vocalizaciones primarias y énfasis en la primera nota, aunque siendo esta un tono más alto y una vocalización menos nasal.

## Comportamiento
En general, se comporta como las otras especies de su género, siendo bastante furtiva y permaneciendo entre los enmarañados de enredaderas y cobertura de follaje, donde forrajea entre el suelo y los tres metros de altura. Anda en parejas, y la población puede ser bastante densa, pero solo localmente.

### Alimentación
Se alimenta principalmente de insectos.

### Reproducción
Se reproduce entre abril y julio. Construye con palitos y hierbas un nido de forma oblonga con entrada tubular por arriba. La hembra pone dos o tres huevos blancos.

## Sistemática

### Descripción original
La especie S. beverlyae fue descrita por primera vez por los ornitólogos estadounidense Steven L. Hilty y venezolano David Ascanio en 2009 bajo el mismo nombre científico; su localidad tipo es: «pequeña isla ribereña sin nombre, a oeste de una isla mayor conocida localmente como “Isla Garcita” (5°29’39” N, 67°37’29” W) en el Río Orinoco, y cerca de 22 km al sur de Puerto Ayacucho, Venezuela».

### Etimología
El nombre genérico femenino «Synallaxis» puede derivar del griego «συναλλαξις sunallaxis, συναλλαξεως sunallaxeōs»: intercambio; tal vez porque el creador del género, Vieillot, pensó que dos ejemplares de características semejantes del género podrían ser macho y hembra de la misma especie, o entonces, en alusión a las características diferentes que garantizan la separación genérica; una acepción diferente sería que deriva del nombre griego «Synalasis», una de las ninfas griegas Ionides. El nombre de la especie «beverlyae», conmemora a Beverly J. Hilty, la esposa del descubridor de la especie.

### Taxonomía
Probablemente sea pariente más próxima de Synallaxis albigularis, S. spixi y S. hypospodia, pero su hábitat es más estrechamente definido; es sintópica con S. albescens. Es monotípica.